# Большие Ключи (Красноярский край)
Больши́е Ключи́ — село в Рыбинском районе Красноярского края, административный центр и единственный населённый пункт Большеключинского сельсовета.

## География
Село находится в примерно в 27 км по прямой на восток от районного центра город Заозёрный.

## Климат
Климат резко континентальный. Зима суровая, средние температуры января составляют –19—21 °С, критические — от –45 до –52 °С. Лето преимущественно жаркое, солнечное, со средними температурами июля +19—25 °С, максимальные: +34—38 °С. 

## История
Село основано в 1734 году. Первоначально носило название Ключевское. В 1926 году было учтено 1357 жителей, преимущественно русских. В советское время работал колхоз «Большевик».

## Население
| 2010 | 2012 | 2013 | 2014 | 2015 | 2016 | 2017 |
| ---- | ---- | ---- | ---- | ---- | ---- | ---- |
| 502  | ↘483 | ↗490 | ↗508 | ↗516 | ↘512 | ↗528 |

Постоянное население составляло 605 человек в 2002 году (85% русские), 502 человека в 2010 году.

## Инфраструктура
Работают школа, детский сад, сельская библиотека, дом культуры, сельский музей, ФАП, три магазина и кафе.